# Campionato arabo di scacchi
Il Campionato arabo di scacchi è una competizione di scacchi organizzata dalla Federazione araba degli scacchi (Arab Chess Federation), a cui aderiscono 18 Paesi arabi.
Si svolge annualmente dal 1983 in varie località del Mondo arabo.

## Albo d'oro

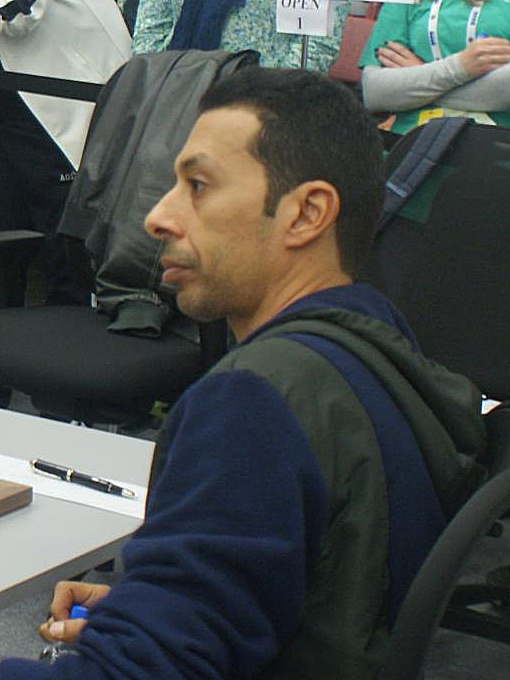
Mohamad Al-Modiahki, vincitore di 4 campionati arabi.

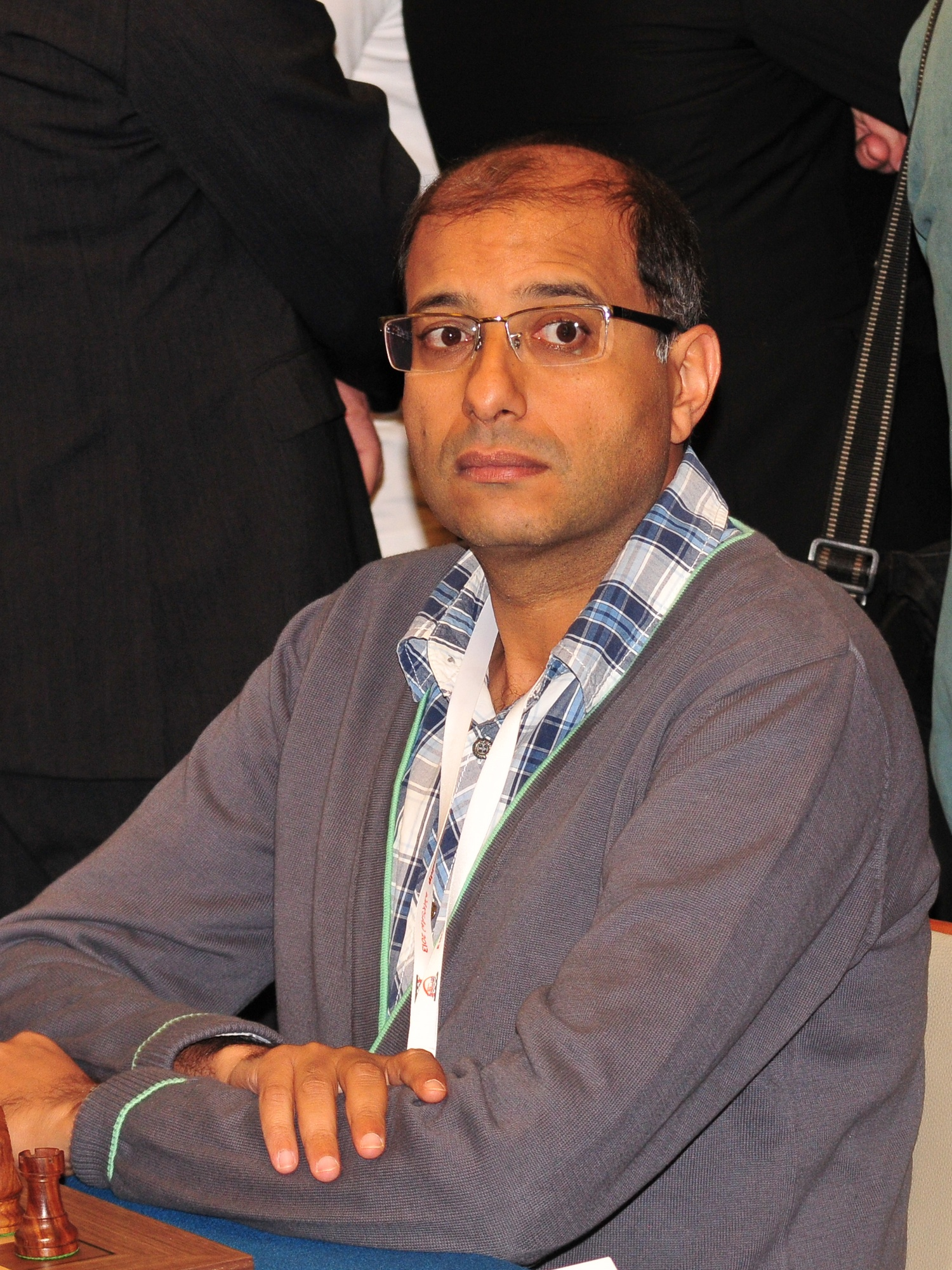
Hichem Hamdouchi, vincitore di 4 campionati arabi.

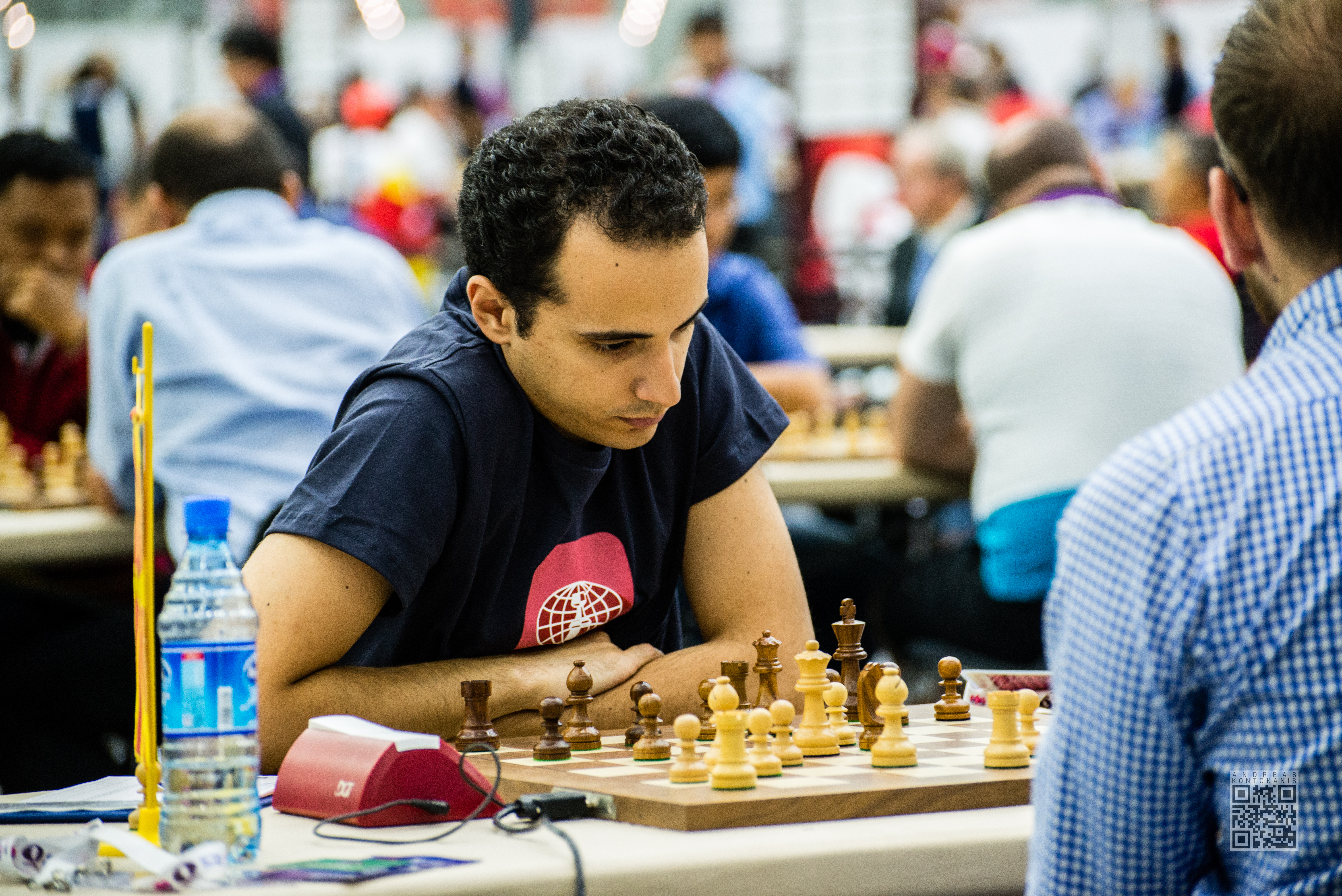
Bassem Amin, vincitore di 3 campionati arabi.

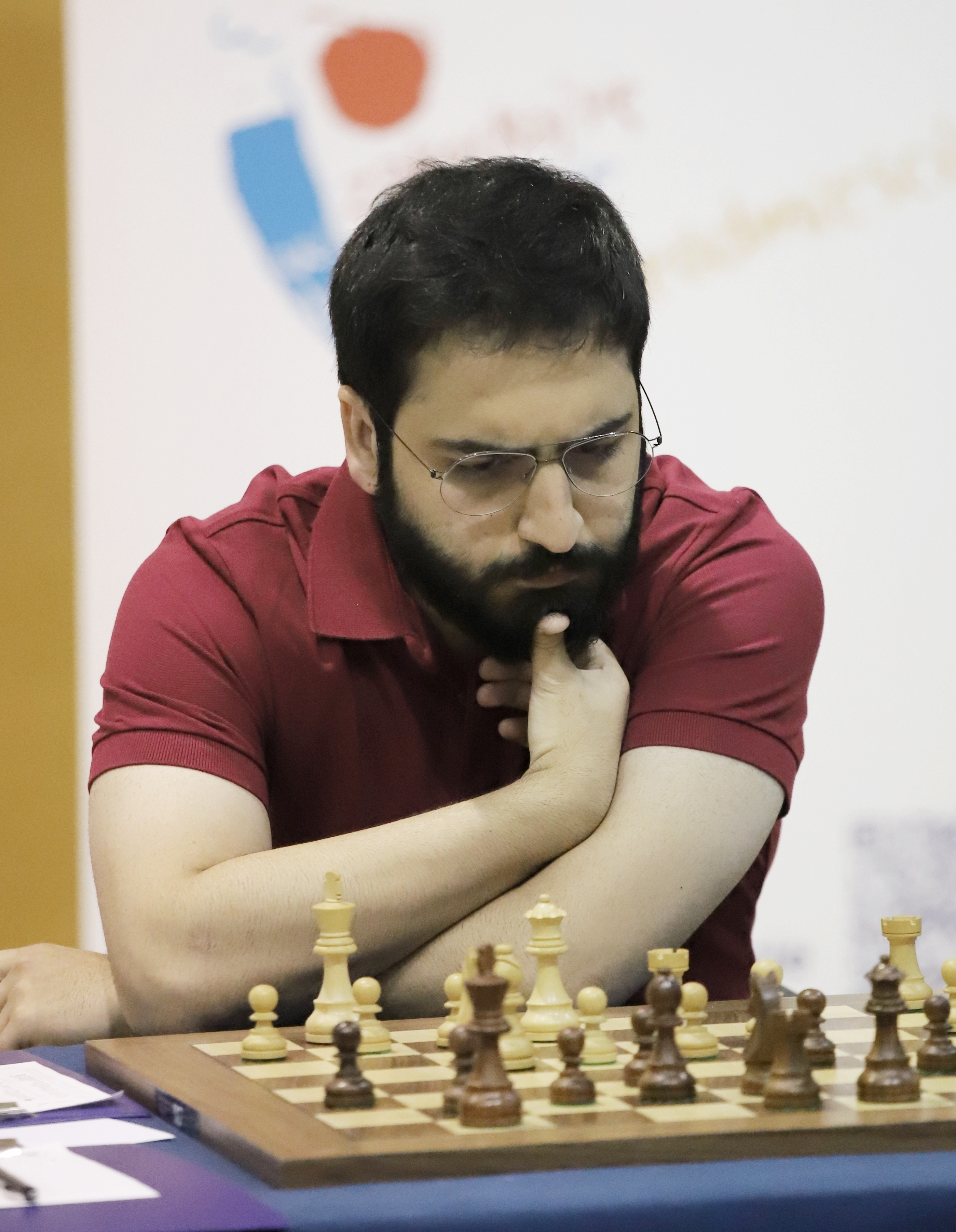
Saleh Salem, vincitore di 3 campionati arabi.

| Anno      | Città         | Campionato assoluto | Campionato femminile           |
| --------- | ------------- | ------------------- | ------------------------------ |
| 1983      | Tunisi        | Saeed Abdul Razak   | Maysae Tahtaoui                |
| 1984      | Dubai         | Saeed-Ahmed Saeed   | Nadia M. Saleh                 |
| 1985      | Casablanca    | Saeed Abdul Razak   | Fermsik Waria                  |
| 1986      | Tunisi        | Slim Bouaziz        | Maysae Tahtaoui                |
| 1987      | Manama        | Bassem Afifi        | Fermsik Waria                  |
| 1988      | Kuwait        | Hichem Hamdouchi    | Sohir Basta                    |
| 1991      | Dubai         | Slim Bouaziz        | Meriem Abbou                   |
| 1992      | Doha          | Fouad El Taher      | - non disputato -              |
| 1993      | Oman          | - non disputato -   | Meriem Abbou                   |
| 1993      | Amman         | Hichem Hamdouchi    | - non disputato -              |
| 1994      | Amman         | Mohamad Al-Modiahki | Sohir Basta                    |
| 1995      | Beirut        | Hichem Hamdouchi    | - non disputato -              |
| 1996      | Sana'a        | Essam Aly Ahmed     | - non disputato -              |
| 1997      | Iraq          | Mohamad Al-Modiahki | - non disputato -              |
| 1998      | Agadir        | - non disputato -   | Eva Repkova Eid                |
| 1999      | Aden          | Imad Hakki [1]      | Knarik Mouradian               |
| 2000      | Beirut        | Mohamad Al-Modiahki | Eva Repkova Eid                |
| 2001      | Tunisi        | Slim Belkhodja      | Eman Al Rufei                  |
| 2002      | Casablanca    | Mohamad Al-Modiahki | Eman Al Rufei                  |
| 2003      | Il Cairo      | Essam El Gindy      | Knarik Mouradian               |
| 2004      | Dubai         | Hichem Hamdouchi    | Knarik Mouradian               |
| 2005      | Dubai         | Bassem Amin         | Eman Al Rufei                  |
| 2006      | Dubai         | Bassem Amin         | Amina Mezioud                  |
| 2007      | Ta'izz        | Basheer Al Qudaimi  | Knarik Mouradian               |
| 2008      | Sharjah       | Saleh Salem         | Mona Khaled                    |
| 2009      | Tunisi        | Essam El Gindy      | Zhu Chen                       |
| 2013      | Abu Dhabi     | Bassem Amin [2]     | Zhu Chen [3]                   |
| 2014      | Amman         | Saleh Salem         | Sabrina Latreche Shahenda Wafa |
| 2015      | Agadir        | Mohamed Ezat        | Mona Khaled                    |
| 2016      | Khartoum      | Mahfoud Oussedik    | Sabrina Latreche               |
| 2017      | Sharjah       | Mohamed Haddouche   | Amina Mezioud                  |
| 2018      | Dubai         | Saleh Salem         | Shahenda Wafa                  |
| 2019      | Mostaganem    | Amir Zaibi          | Amina Mezioud                  |
| 2020      | NON DISPUTATO |                     |                                |
| 2021      | Dubai         | Bilel Bellahcene    | Ayah Moaataz                   |
| 2022-2023 | Khartoum      | Ahmad Al-Khatib     | Lina Nassr                     |
| 2024      | Sharjah       | Bilel Bellahcene    | Alserkal Rouda Essa            |